# Cantagiro 1962

## La manifestazione
Le serate furono presentate da Enrico Maria Salerno.
I partecipanti erano suddivisi in due gironi: i Big nel girone A e i Giovani nel girone B (anche se tra questi vi erano alcuni, come Tony Cucchiara, in attività già da qualche anno); mentre i primi parteciparono di diritto alla fase finale, i secondi effettuarono un girone eliminatorio, al termine del quale si classificarono per l'ultima fase tre cantanti, Donatella Moretti con L'abbraccio, Don Backy con La storia di Frankie Ballan e Lando Fiorini con Fino all'ultimo.
Il 29 giugno si tenne la serata finale; delle 14 rimaste in gara, venne resa nota la classifica delle prime otto posizioni. Vinse Adriano Celentano con la cover di Tower of Strength di Gene McDaniels, tradotta in italiano con il titolo di Stai lontana da me.
La sigla della manifestazione. Cantagiro twist, era cantata da Carlo Arden (pseudonimo del maestro Carlo Scartocci & i Suoi Sconosciuti), e pubblicata su disco dalla RCA Italiana, PM 3126.

## Elenco delle canzoni

### Girone A
- Adriano Celentano - Stai lontana da me - (testo di Mogol; musica di Burt Bacharach e Bob Hilliard) - Clan Celentano
- Luciano Tajoli  - Ad un palmo dal cielo - (testo di Gennaro Egidio; musica di Sergio Centi) - CAR Juke-Box
- Claudio Villa - Vieni a Venezia  - (testo di Alberto Testa; musica di Claudio Villa) - Cetra
- Jenny Luna - A chi darai i tuoi baci? - (testo di Vito Pallavicini e Dino Verde; musica di Carlo Alberto Rossi; C.A.Rossi editore) - CAR Juke-Box
- Joe Sentieri - Rosa Charlen-Twist - (testo di Alberto Testa; musica di Rino Sentieri) - Dischi Ricordi
- Little Tony  - So che mi ami ancora - (testo di Valeri; musica di Alberto ed Enrico Ciacci) - Durium
- Milva - La risposta della novia - (testo di Aldo Alberini; musica di Daisy Lumini) - ritirata dalla gara dai dirigenti della Cetra
- Miranda Martino - Me ne infischio - (testo di Vincenzo Faraldo; musica di Luigi Naddeo e Giuseppe De Lucia) - RCA Italiana
- Nilla Pizzi  - Un mondo per noi - (testo e musica di Simeone Galliano) - Sprint
- Nunzio Gallo - Non sai piangere - (testo di Marcello Zanfagna; musica di Nunzio Gallo e Luigi Conte; edizioni musicali Lord) - Vis Radio
- Teddy Reno - Una fra mille - (testo di Luigi Claudio; musica di Vittorio Bezzi e Arden) - Galleria del Corso
- Tonina Torrielli - Chitarra e pistola - (testo e musica di Saverio Seracini) - Cetra

### Girone B
1. Donatella Moretti - L'abbraccio - (testo italiano di Sergio Bardotti; testo originale e musica di Antonio Prieto) - RCA Italiana
2. Don Backy - La storia di Frankie Ballan - (testo e musica di Don Backy) - Clan Celentano
3. Lando Fiorini - Fino all'ultimo - (testo di Gennaro Egidio; musica di Mario Ruccione) - Dischi Ricordi

- Cristina Amadei - Pioggia a settembre - (testo e musica di Lino Businco) - Dischi Ricordi
- Davide Serra - San Gennaro - (testo di Vito Pallavicini e Giuseppe Pittari; musica di Carlo Alberto Rossi; C.A.Rossi editore) - CAR Juke-Box
- Gina Armani - Cantautore cha cha cha - (testo di NIsa; musica di Table) - Vis Radio
- Jo Garsò - Oltre il muro - (testo di Tommaso Biggiero; musica di Mario Pagano) - Circus
- Mario Pagano - Ncoppa a' acqua - (testo di Francesco Maresca; musica di Mario Pagano) - Edibi
- Miriam Del Mare - Il cuore mi vola via - (testo di Vito Pallavicini; musica di Carlo Alberto Rossi; C.A.Rossi editore) - CAR Juke-Box
- Roby Castiglione - I nuovi angeli - (testo di Roby Castiglione; musica di Roberto Di Napoli, Luigi Naddeo e Mario Migliardi) - Vis Radio
- Silvio Bernini - Non c'è più niente - (testo di Rosario Leva; musica di Marino Marini) - Circus
- Tony Cucchiara - Genoveffa (testo di Tony Cucchiara e Giuseppe Pittari; musica di Tony Cucchiara e Pescetelli) - Sprint

NOTA: solo i primi tre giovani accedono alla fase finale

### Classifica finale (prime otto posizioni)
1. Adriano Celentano - Stai lontana da me
2. Luciano Tajoli  - Ad un palmo dal cielo
3. Donatella Moretti - L'abbraccio
4. Teddy Reno - Una fra mille
5. Miranda Martino - Me ne infischio
6. Nunzio Gallo - Non sai piangere
7. Don Backy - La storia di Frankie Ballan
8. Lando Fiorini - Fino all'ultimo